# Dune (2021)
Dune (alternativ auch: Dune: Part One) ist ein US-amerikanischer Science-Fiction-Film des kanadischen Regisseurs Denis Villeneuve. Die Handlung basiert auf der ersten Hälfte des ersten Buches der gleichnamigen Romanreihe (1965) von Frank Herbert. Seine Weltpremiere feierte der Film am 3. September 2021 bei den Internationalen Festspielen von Venedig, die deutsche Premiere war am 16. September 2021 und der US-amerikanische Kinostart am 22. Oktober 2021, er wurde jedoch bereits einen Tag zuvor erstmals in Vorpremieren und auf HBO Max gezeigt. Im Rahmen der Oscarverleihung 2022 erhielt Dune insgesamt zehn Nominierungen, darunter als bester Film, wovon er sechs gewinnen konnte. Damit bekam Dune die meisten Auszeichnungen der Verleihung.

## Handlung
Im Jahr 10191 werden die Harkonnen auf Befehl des Imperators Shaddam IV. vom Wüstenplaneten Arrakis abgezogen, wo sie die letzten 80 Jahre die Spice-Produktion überwacht haben. Bei dem Spice, das nur dort zu finden ist, handelt es sich um eine Wunderdroge, die die kognitiven Fähigkeiten steigert, das Leben extrem verlängert und vor allem für die interstellare Raumfahrt von äußerster Wichtigkeit ist. Es ist somit die wertvollste Substanz im ganzen Universum.

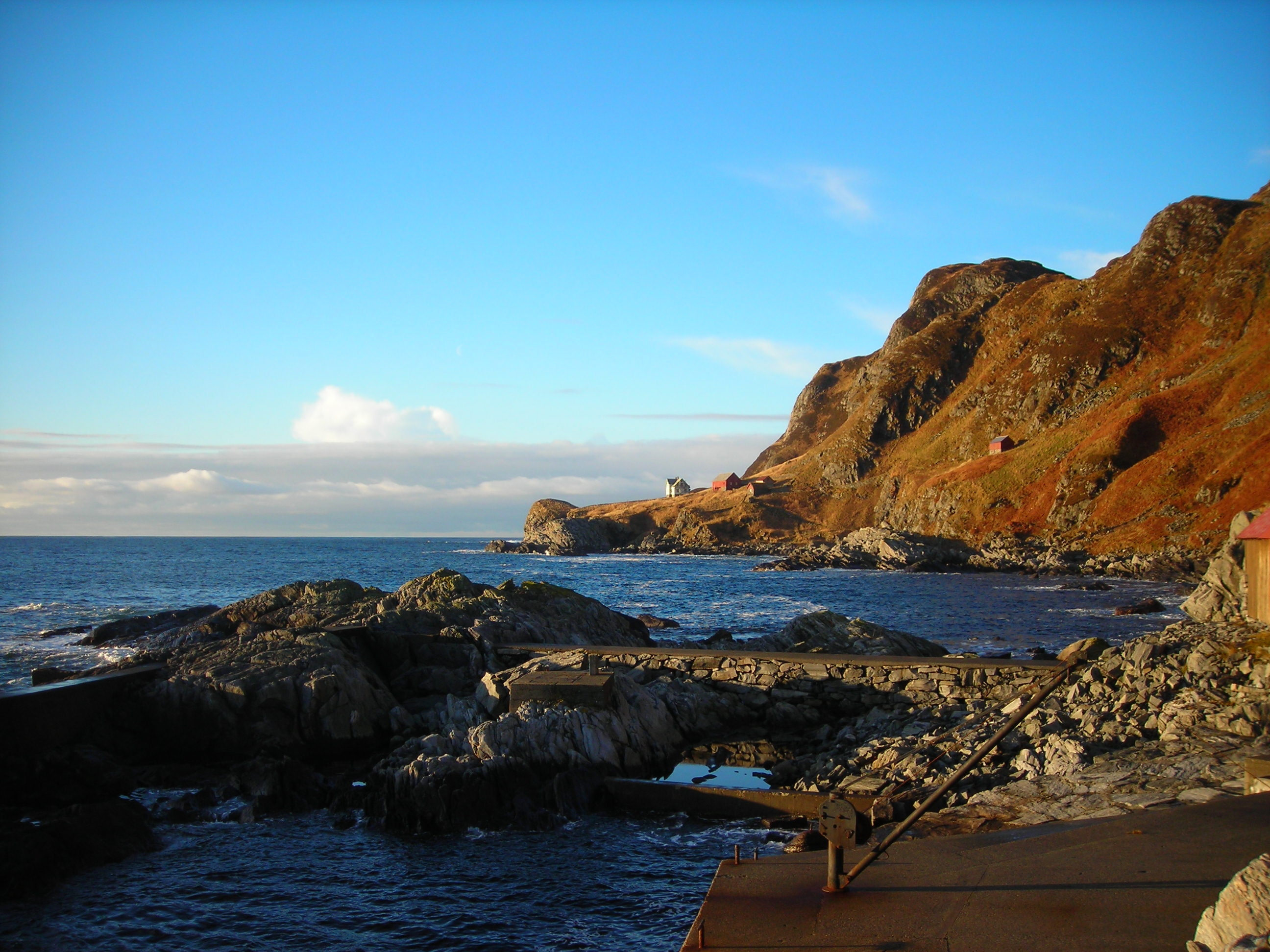
Die norwegische Halbinsel Stadlandet diente Caladan, der Heimatwelt der Atreides, als Kulisse

Statt der sadistischen Harkonnen belehnt der ferne Imperator nun Herzog Leto Atreides, zu dessen Heimatplaneten Caladan er eine Gesandtschaft schickt, mit Arrakis. Unter den Gesandten befindet sich auch seine persönliche Beraterin, die Ehrwürdige Mutter Gaius Helen Mohiam vom Orden der Bene Gesserit. Da diese von Lady Jessica, der Konkubine des Herzogs und ebenfalls eine Bene Gesserit, erfahren hat, dass deren Sohn Paul Atreides seit einiger Zeit von visionären Träumen heimgesucht wird, unterzieht sie ihn einer Schmerzprobe, um seine Willensstärke zu testen. Paul besteht sie, darf daher weiterleben und erfährt von seiner Mutter, dass er das Produkt eines seit Jahrtausenden laufenden, geheimen Eugenikprogramms ist, das zur Züchtung eines Übermenschen dient: des „Kwisatz Haderach“.
Trotz der Enttäuschung darüber, dass Jessica aus Liebe zu Leto statt einer im Eugenikprogramm vorgesehenen Tochter einen Sohn zur Welt gebracht hat, will Gaius Helen Mohiam beide beschützen und reist nach Giedi Primus, der Heimatwelt der Harkonnen. In dem Wissen, dass es sich bei dem scheinbaren Machtwechsel in Wirklichkeit um eine Falle für das Haus Atreides handelt, weist sie den Baron Wladimir Harkonnen an, Jessica und Paul während des geplanten Anschlags kein Leid anzutun. Das Haus Atreides ist nämlich aufgrund seiner starken Armee und seines wachsenden Einflusses auf die anderen Adelshäuser zu einer Bedrohung für den Imperator geworden, der daher den Harkonnen einen Anlass gegeben hat, die Atreides für ihn zu vernichten. Der Baron gibt zwar sein Versprechen, hat aber in Wirklichkeit vor, sowohl Jessica als auch Paul in der Wüste umkommen zu lassen und so ihre ganze Familie auszulöschen.
Einige Wochen darauf zieht das Haus Atreides nach Arrakis um. Bereits im Voraus wurde Duncan Idaho, der Schwertmeister der Atreides-Armee, geschickt, um mehr über die einheimischen Fremen zu erfahren, welche stark unter der Harkonnen-Herrschaft der letzten 80 Jahre gelitten hatten. Von Duncan erfährt Leto, dass die Zahl der Fremen die von den Harkonnen geschätzten 50.000 bei Weitem übersteigt und es sich um mehr als eine Million handeln könnte. Er erzählt ihm auch, dass die Fremen außerordentlich fähige Kämpfer sind, die es sogar mit den Sardaukar, den Elitetruppen des Imperators, aufnehmen könnten. Herzog Leto sieht hierin eine Chance, starke Verbündete gegen die Harkonnen zu gewinnen, denn er hat durchaus durchschaut, dass man ihm eine Falle stellt.
Doch zunächst muss er die Spice-Produktion wieder ankurbeln, was sich angesichts der alten, von den Harkonnen in schlechtem Zustand zurückgelassenen Erntemaschinen als ein schwieriges Unterfangen erweist. Er fliegt zu einer der Maschinen, die sich gerade im Einsatz befindet, und nimmt neben der imperialen Planetologin Dr. Liet Kynes auch seinen Sohn sowie den Waffenmeister und Pauls Kampflehrer Gurney Halleck mit. Dabei werden sie Zeuge eines Angriffs eines Sandwurms (Shai-Hulud), bei dem die ganze Erntemaschine im Schlund des riesigen Tieres verschwindet. In letzter Sekunde gelingt es ihnen, die Arbeiter zu retten. Während der Aktion hat Paul eine weitere Vision und bleibt beinahe zurück. Die hohe Spice-Konzentration in der Luft verstärkt seine kognitiven und hellseherischen Fähigkeiten.
Nach einem misslungenen Anschlag auf Paul mittels einer ferngesteuerten Drohne sind die Wachen und Soldaten des Herzogs in höchste Alarmbereitschaft versetzt. Doch ein Verräter unter den Atreides deaktiviert die Schutzschilde der Hauptstadt Arrakeen und gewährt so der Armee der Harkonnen und den Sardaukar, die der Imperator dem Baron zur Verfügung gestellt hat, Einlass. Kurz vor Beginn des Angriffs verlässt Leto das Schlafzimmer, um verdächtigen Geräuschen nachzugehen, und wird von einem Betäubungspfeil getroffen. Als Verräter stellt sich Dr. Yueh, der konditionierte Leibarzt der Familie, heraus, dessen Frau von den Harkonnen entführt wurde. Er hintergeht daher notgedrungen die Atreides, um seine Frau zu befreien, stellt sich jedoch nicht vollständig auf die Seite des Barons, sondern will auch diesen töten. Zu diesem Zweck tauscht er einen Zahn des gelähmten Herzogs Leto durch einen anderen aus, der beim Zerbeißen tödliches Giftgas freisetzt, um diesem einen Selbstmordanschlag auf die Harkonnen zu ermöglichen. Die überraschten Atreides haben gegen die Harkonnen und Sardaukar keine Chance. Der Baron selbst tötet Yueh, um ihn mit seiner Frau, die in Wahrheit bereits tot ist, „wieder zu vereinen“; als er den gelähmten Herzog Leto demütigt, setzt dieser das tödliche Giftgas frei.
Paul und Jessica werden gefangen genommen und sollen zum Sterben in der Wüste ausgesetzt werden. Paul gelingt es jedoch, mit einer von seiner Mutter erlernten Fähigkeit, der „Stimme“, den Entführern durch starke Gedankenbefehle praktisch seinen Willen aufzuzwingen. Einem der Soldaten befiehlt er, Jessicas Knebel zu entfernen, was dieser auch tut. Diese setzt nun ihre Stimme ein, um dem Soldaten zu befehlen, sie beide zu befreien und die beiden anderen an Bord der Flugmaschine zu töten. Der Soldat führt den Befehl aus. Von ihren Fesseln befreit, überwältigen Paul und seine Mutter auch ihn. Dr. Yueh hatte vor seinem Tode für ihre Flucht vorgesorgt. Jessica findet deshalb im Innenraum ein Überlebens-Kit für die Wüste sowie den Siegelring des Herzogs. Paul und Jessica sehen die eroberte Wüstenstadt von Weitem brennen und verbringen die Nacht im Zelt. Paul durchlebt erneut eine Vision, die er seiner Mutter schildert: ein „heiliger Krieg“, der das ganze Universum in Mitleidenschaft ziehen wird.
Währenddessen hat der Baron den Giftgasanschlag des Herzogs schwer verletzt überlebt, dank seines persönlichen Schutzschildes und seines Antigravitations-Apparates, mit dem er zur Decke des Raumes schweben konnte, ehe das relativ schwere Giftgas alle anderen Personen im Raum tötete. Während seiner Rekonvaleszenz übergibt er die Befehlsgewalt über Arrakis seinem Neffen, Rabban, und befiehlt diesem, den Wüstenplaneten „auszupressen“ – die Spice-Produktion mit allen Mitteln zu maximieren, um die enormen Ausgaben für den Putsch wieder auszugleichen. Zudem befiehlt er Rabban, alle Fremen zu töten.
Im Morgengrauen treffen Jessica und Paul auf Duncan Idaho, der eine der Flugmaschinen stehlen konnte, sowie auf Liet Kynes. Letztere führt sie zu einer alten Forschungsstation, wo sie jedoch kurz darauf von den Sardaukar aufgespürt werden. Einige Fremen und Duncan opfern ihr Leben, um den anderen Zeit zu verschaffen, damit sie fliehen können. Kynes trennt sich von Jessica und Paul in der Absicht, die anderen Adelshäuser über den Verrat des Imperators zu unterrichten, wird jedoch von einigen Sardaukar abgefangen. Schwer verletzt lockt sie mit einem Klopfer, einem Gerät, das Schritte nachahmt, einen Sandwurm an, der sie und die Sardaukar verschlingt.
Auf der Flucht treffen Paul und seine Mutter auf Fremen, unter ihnen Stilgar, der sich bereits zuvor dem Herzog vorgestellt hatte, und auch Chani, das Mädchen, das Paul immer wieder in seinen Träumen erschienen ist. Stilgar erklärt den beiden, dass sie in den Augen der Fremen als schwach gelten. Einer von ihnen, Jamis, protestiert lautstark gegen die Aufnahme der beiden und fordert Paul zum Duell heraus. Dieser nimmt an und bekommt von Chani für den Kampf ein Crysmesser, dessen Klinge aus dem Zahn eines Sandwurmes geschliffen wurde. Paul ist seinem Gegner klar überlegen und will ihn verschonen; der Kampf muss den Gesetzen der Fremen nach jedoch bis zum bitteren Ende ausgefochten werden. Schließlich tötet Paul Jamis und bittet seine Mutter, auf Arrakis bleiben zu dürfen, um sich den Fremen anzuschließen und so zu vollenden, was sein Vater begann: Frieden auf den Wüstenplaneten zu bringen.

## Produktion

### Vorlage, frühere Projekte und Filmstab

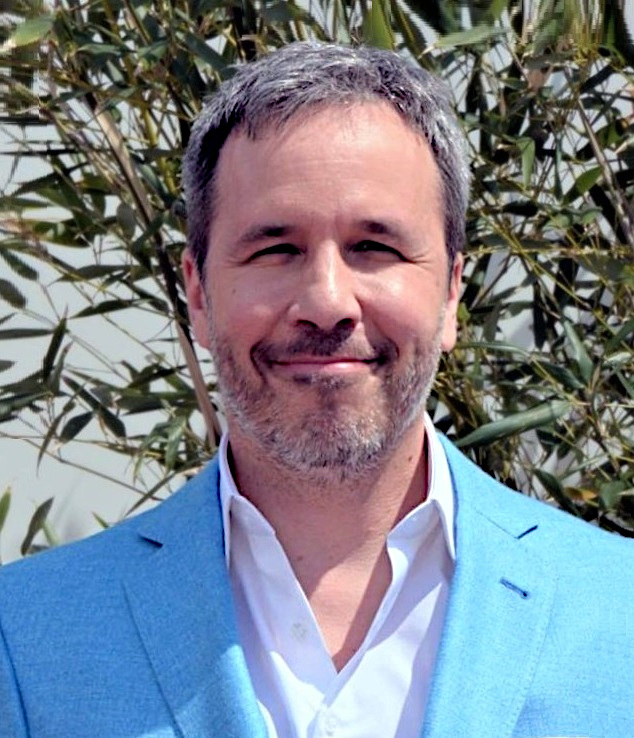
Denis Villeneuve wurde im Februar 2017 als Regisseur engagiert

Es handelt sich bei Dune um den ersten Film einer Neuadaption des gleichnamigen Science-Fiction-Romans Dune von Frank Herbert, der bereits 1984 mit Der Wüstenplanet von Regisseur David Lynch verfilmt worden war, nachdem zuvor Alejandro Jodorowsky mit seinem Filmprojekt in den 1970er Jahren scheiterte. 2000 wurde zudem die Miniserie Dune – Der Wüstenplanet veröffentlicht, die mit ihrer Fortsetzung Children of Dune (2003) auch die Folgebände der Vorlage umsetzte. Bei der Neuauflage führt Denis Villeneuve Regie. Villeneuve lehnte James Bond 25 als mögliches Regieprojekt ab, um sich dem Film widmen zu können.
Im Januar 2018 erklärte Villeneuve, er stelle sich seine Neuauflage von Dune auf eine gewisse Weise wie einen Star-Wars-Film für Erwachsene vor. Villeneuve zog das Star-Wars-Franchise hierbei nicht nur zufällig als Vergleich heran, sondern ging noch näher auf die Verwandtschaft von Dune und Star Wars ein: „Die meisten der zentralen Ideen von Star Wars kommen von Dune, es wird also eine Herausforderung sein, dem gerecht zu werden.“ Weiter erklärte Villeneuve, er werde bei der Neuverfilmung der Romanreihe ganz am Anfang starten und mit der Adaption des ersten Buches Der Wüstenplanet beginnen, in dem ein Konflikt zwischen den Häusern der Atreides und der Harkonnen um die Vorherrschaft auf dem Planeten Arrakis entbrennt, auf dem die begehrte Droge „Spice“ abgebaut wird, die für das gesamte intergalaktische Imperium von unschätzbarem Wert ist.
Villeneuve erklärte, das Ziel sei es, zwei Filme zu machen, vielleicht auch mehr. Zudem enthält die Geschichte einen Zeitsprung. Villeneuve hatte bei der Übernahme des Regiepostens darauf bestanden, die Romanhandlung auf zwei lange Filme aufzuteilen, um der Komplexität des Stoffs gerecht zu werden. Herberts 1965 veröffentlichtes, monumentales Epos setzte mit seinem komplexen und detailreich ausgemalten Weltentwurf neue Maßstäbe in der Science-Fiction-Literatur. Dem ersten Buch ließ er fünf weitere Bände folgen, in denen er die Historie seiner fiktiven Galaxie um den Wüstenplaneten über Jahrtausende hinweg ausgestaltete. Bei der Premiere in Venedig sagte Villeneuve: „Ich musste das richtige Maß an Information für Uneingeweihte liefern, ohne das Publikum damit zu erdrücken. Ich wollte keine überbordende Exposition, sondern so kinematographisch wie möglich sein.“
Um die starke Ähnlichkeit zur Romanvorlage Frank Herberts herzustellen, fungierte dessen Sohn Brian Herbert, der den Romanzyklus nach dem Tod seines Vaters 1986 fortführte, als Executive Producer des Films. David J. Peterson, der bereits konstruierte Sprachen für die Serie Game of Thrones entworfen hatte, war an der Entwicklung von Sprachen für den Film beteiligt.

### Besetzung und Synchronisation
Im Juli 2018 kam Timothée Chalamet für die Hauptrolle ins Gespräch. Er spielt Paul Atreides. Im Sommer wurde die Besetzung der weiblichen Hauptrolle von Lady Jessica mit Rebecca Ferguson bekannt. Stellan Skarsgård übernahm die Rolle des Bösewichts Baron Wladimir Harkonnen, was 2019 bekanntgegeben wurde. Dave Bautista spielt Glossu Rabban. Charlotte Rampling ist in der Rolle von Reverend Mother Mohiam zu sehen, Oscar Isaac in der des Herzog Leto Atreides, Jason Momoa spielt Duncan Idaho und Josh Brolin Gurney Halleck.

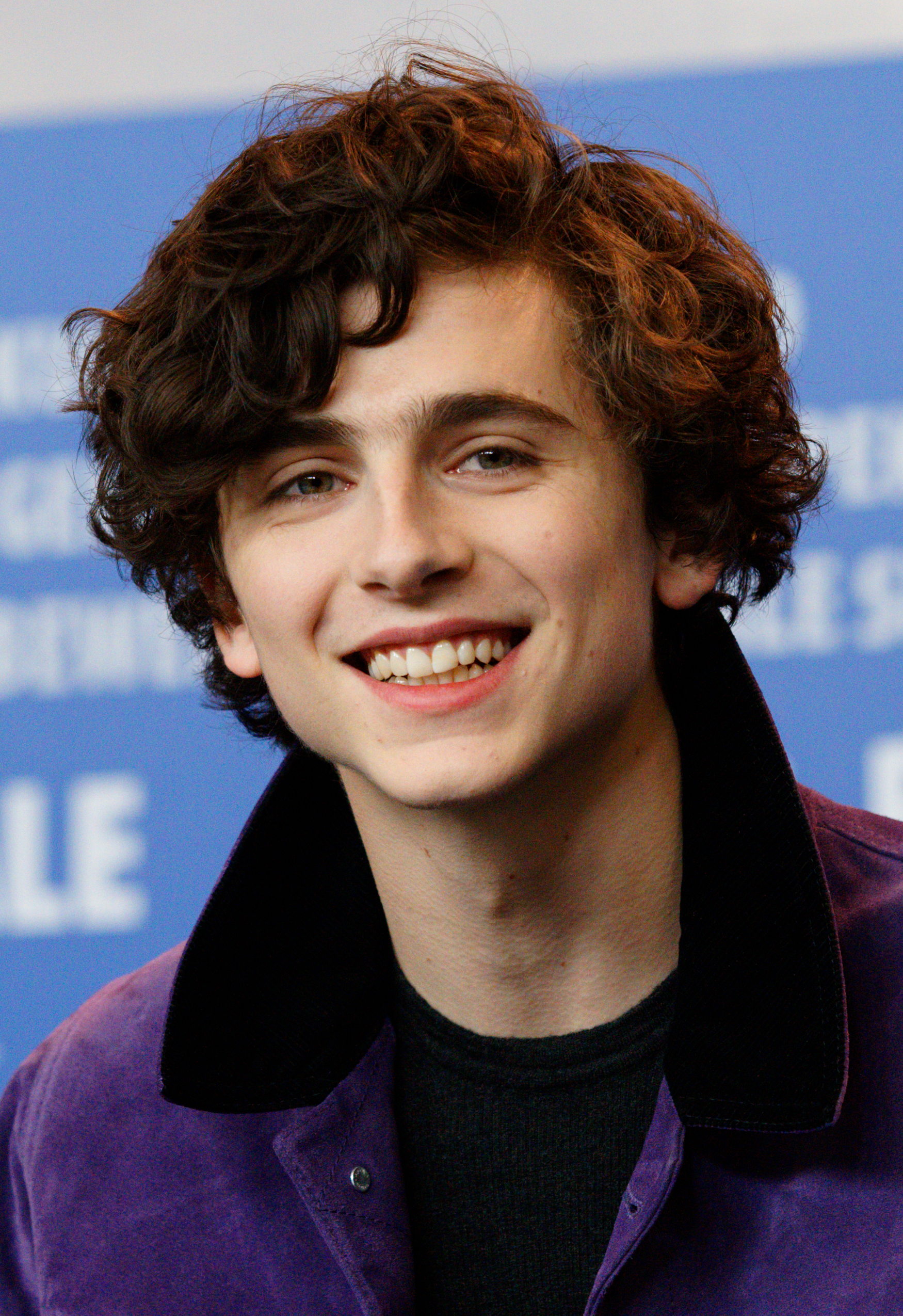
Timothée Chalamet spielt Paul Atreides
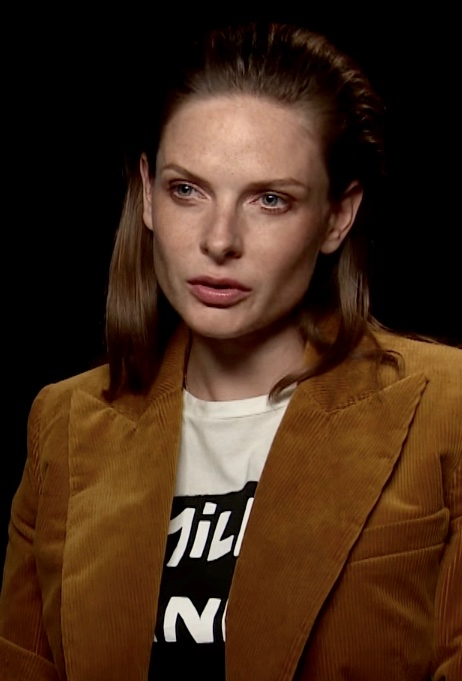
Rebecca Ferguson spielt Lady Jessica
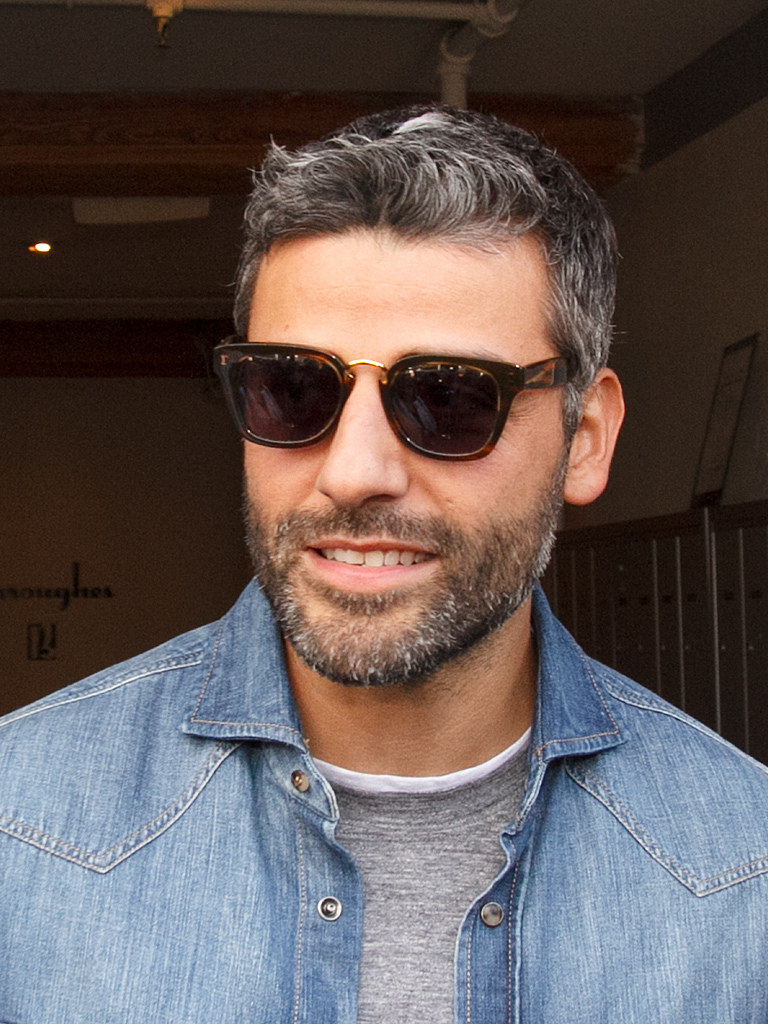
Oscar Isaac spielt Herzog Leto Atreides
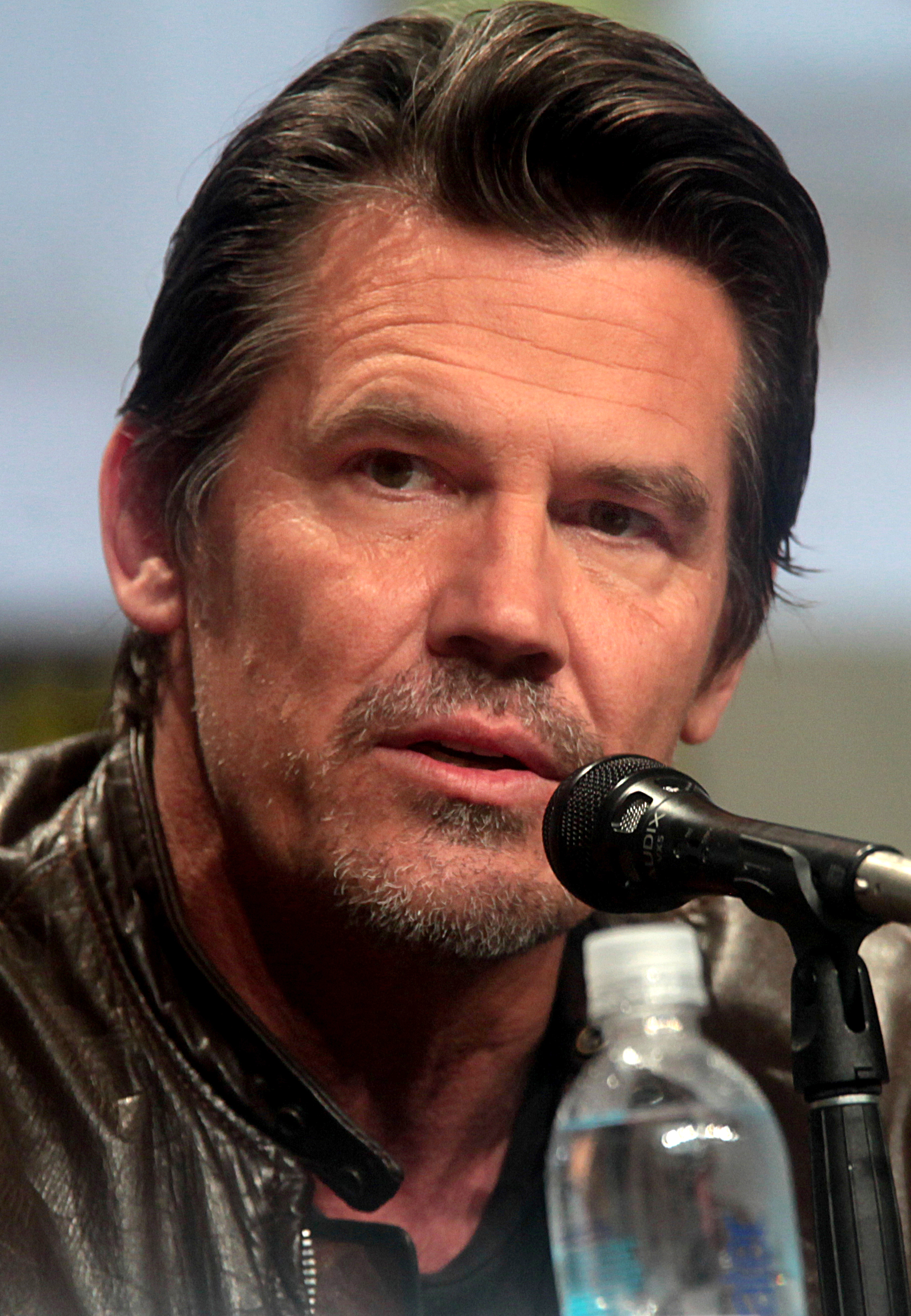
Josh Brolin spielt Gurney Halleck
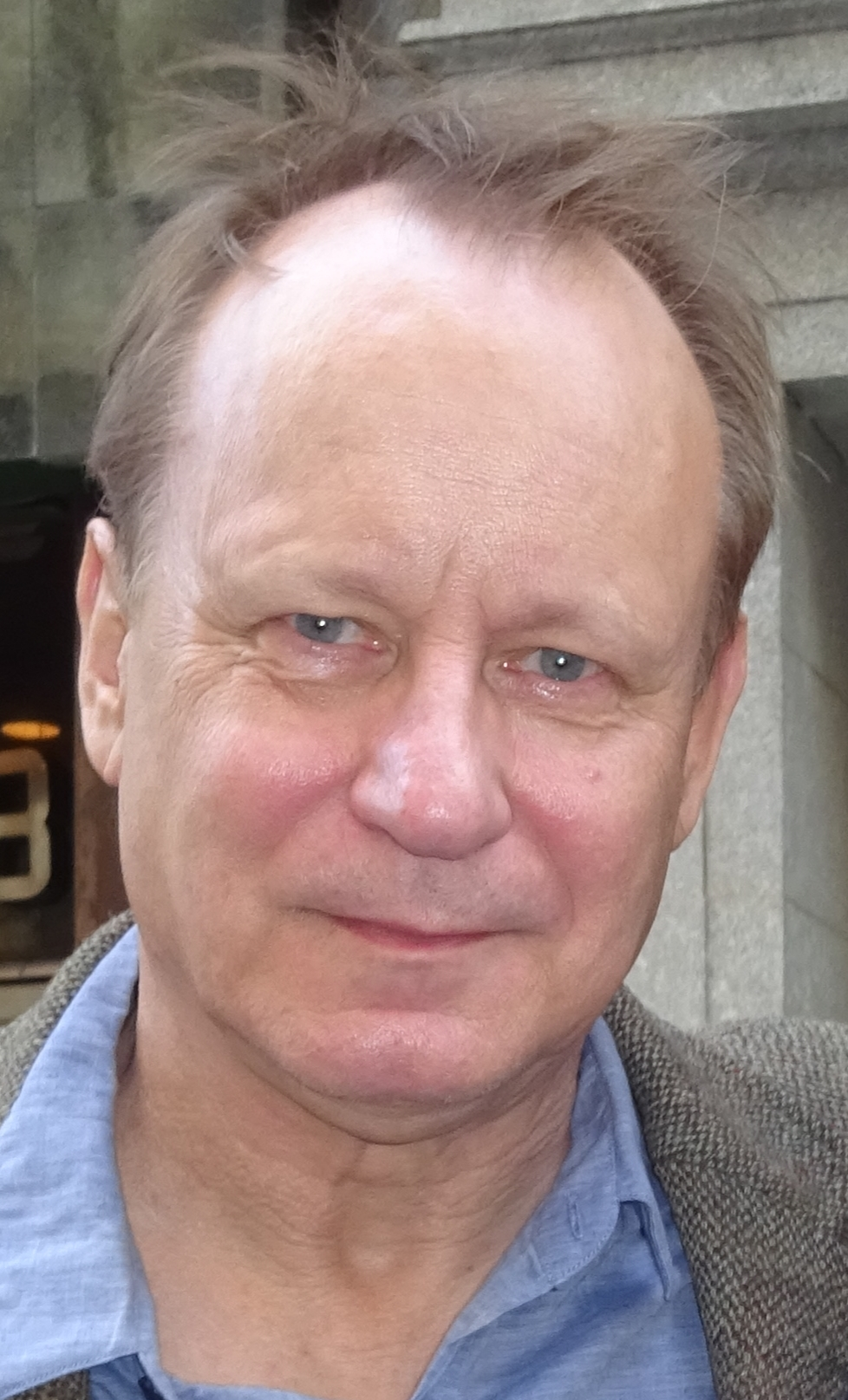
Stellan Skarsgård spielt Baron Wladimir Harkonnen
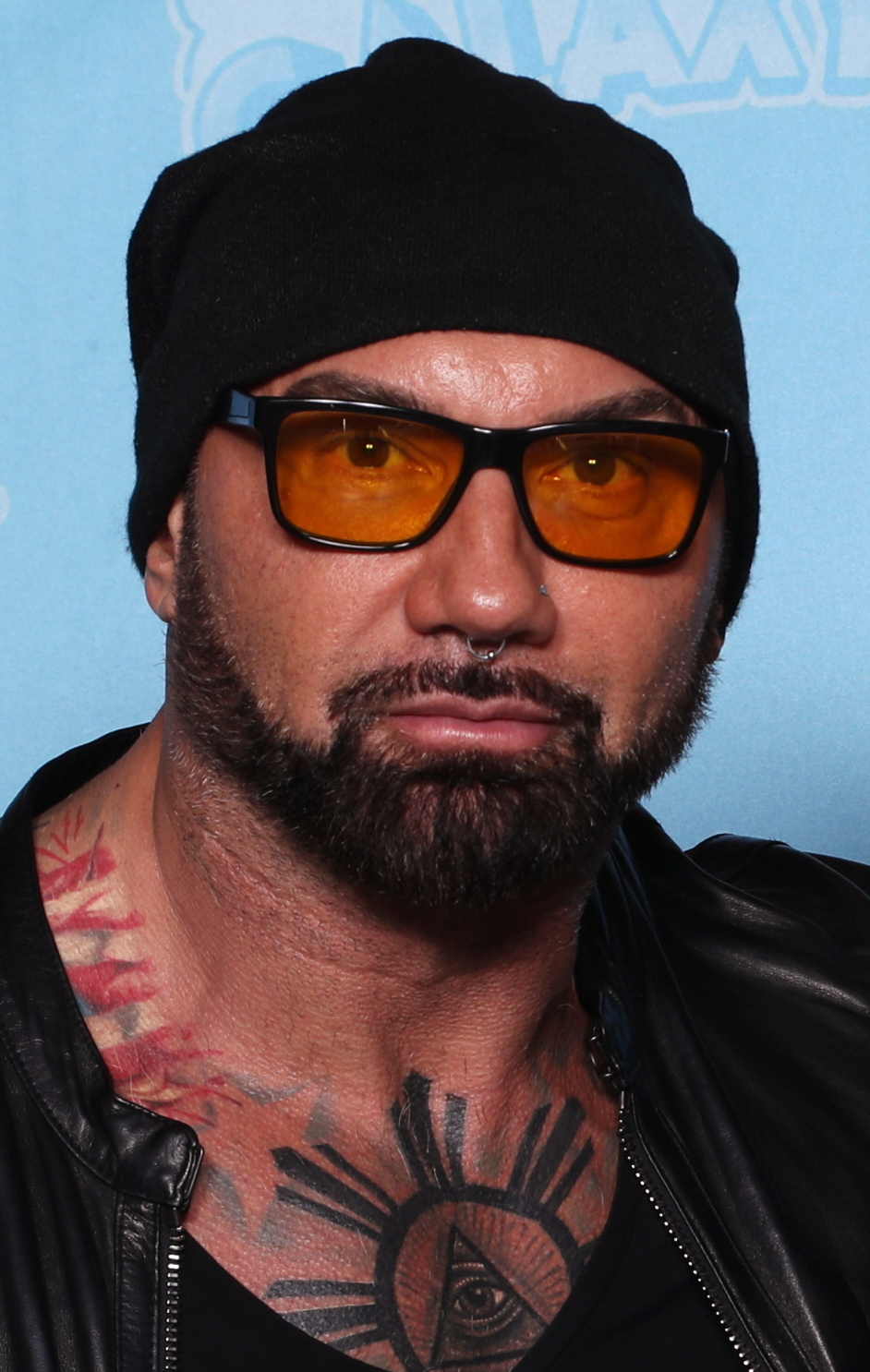
Dave Bautista spielt Glossu Rabban
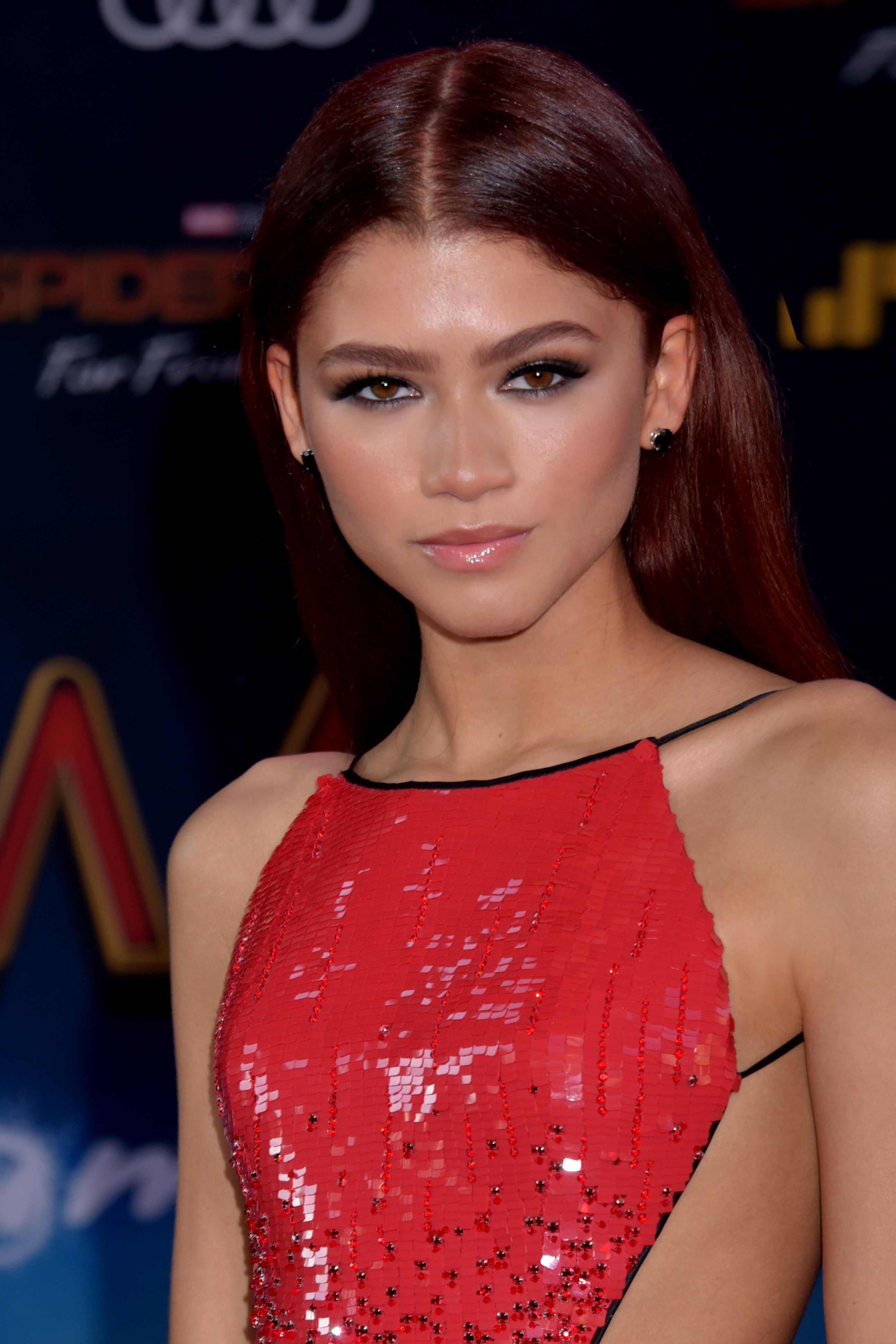
Zendaya spielt Chani
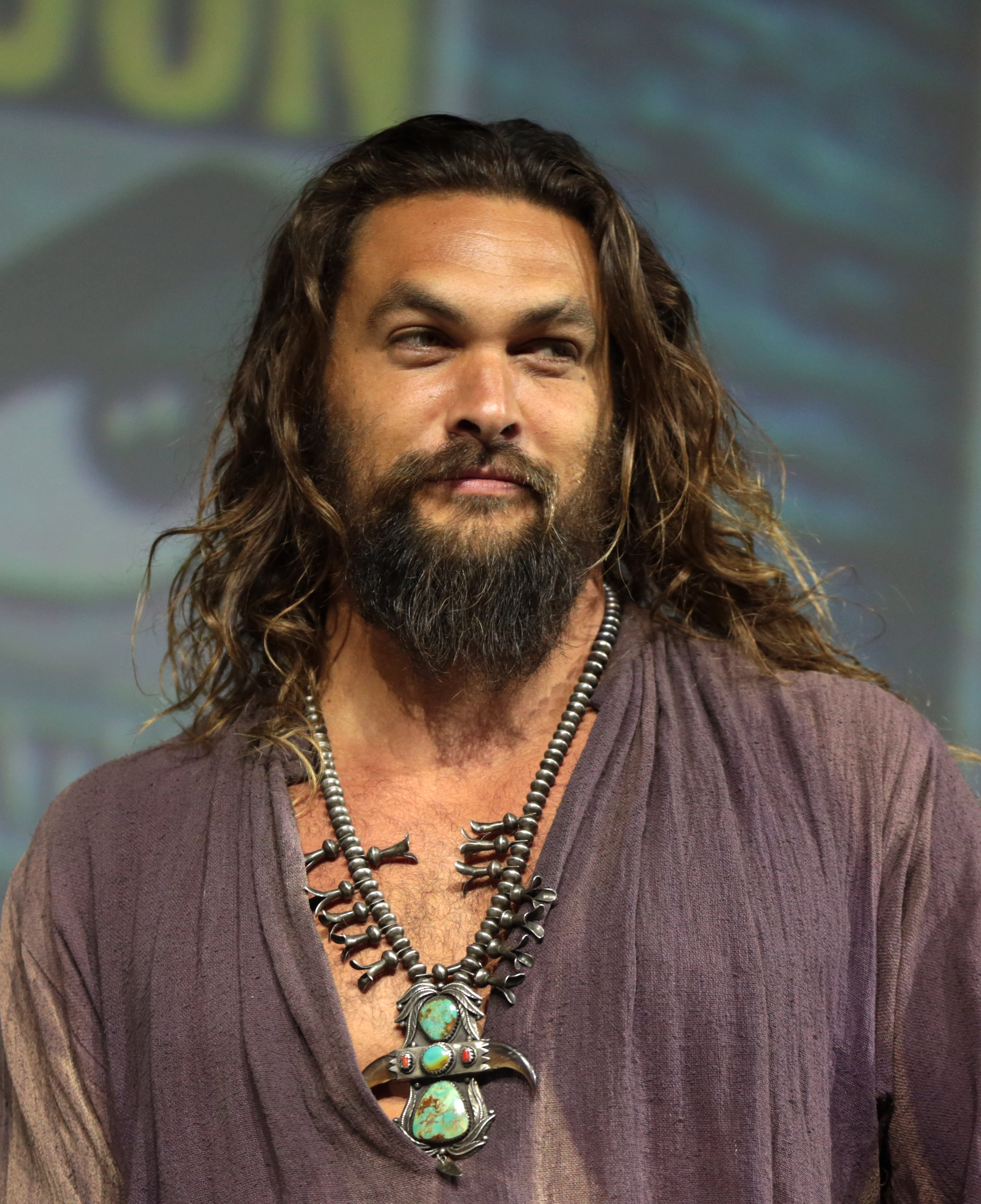
Jason Momoa spielt Duncan Idaho
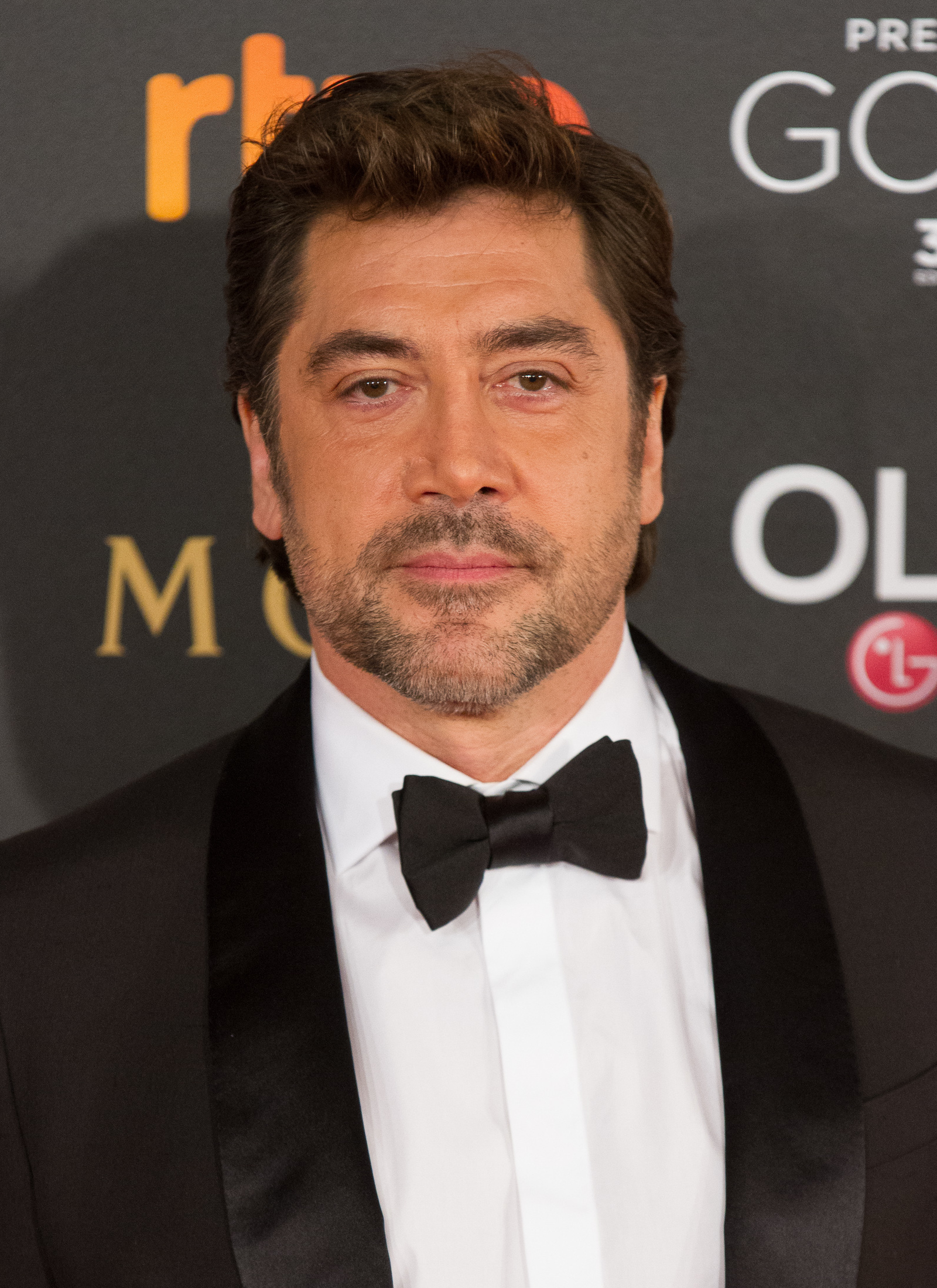
Javier Bardem spielt Stilgar

Die deutsche Synchronisation entstand nach einem Dialogbuch von Tobias Neumann und der Dialogregie von Tobias Meister im Auftrag der FFS Film- & Fernseh-Synchron, Berlin.
| Darsteller                 | Synchronsprecher  | Rolle                                |
| Haus Atreides              | Haus Atreides     | Haus Atreides                        |
| -------------------------- | ----------------- | ------------------------------------ |
| Timothée Chalamet          | Marco Eßer        | Paul Atreides                        |
| Rebecca Ferguson           | Berenice Weichert | Lady Jessica                         |
| Oscar Isaac                | Alexander Doering | Herzog Leto Atreides                 |
| Chang Chen                 | Torben Liebrecht  | Dr. Wellington Yueh                  |
| Josh Brolin                | K. Dieter Klebsch | Gurney Halleck                       |
| Jason Momoa                | Matti Klemm       | Duncan Idaho                         |
| Stephen McKinley Henderson | Bert Franzke      | Thufir Hawat                         |
| Fremen                     |                   |                                      |
| Zendaya                    | Marcia von Rebay  | Chani                                |
| Javier Bardem              | Martin Umbach     | Stilgar                              |
| Babs Olusanmokun           | Torsten Michaelis | Jamis                                |
| Haus Harkonnen             |                   |                                      |
| Stellan Skarsgård          | Detlef Bierstedt  | Baron Wladimir Harkonnen             |
| Dave Bautista              | Tilo Schmitz      | Glossu „Die Bestie“ Rabban           |
| David Dastmalchian         | Marius Clarén     | Piter de Vries                       |
| Weitere Personen           |                   |                                      |
| Charlotte Rampling         | Eva Kryll         | Ehrwürdige Mutter Gaius Helen Mohiam |
| Sharon Duncan-Brewster     | Giuliana Jakobeit | Dr. Liet Kynes                       |

### Dreharbeiten und visuelle Effekte

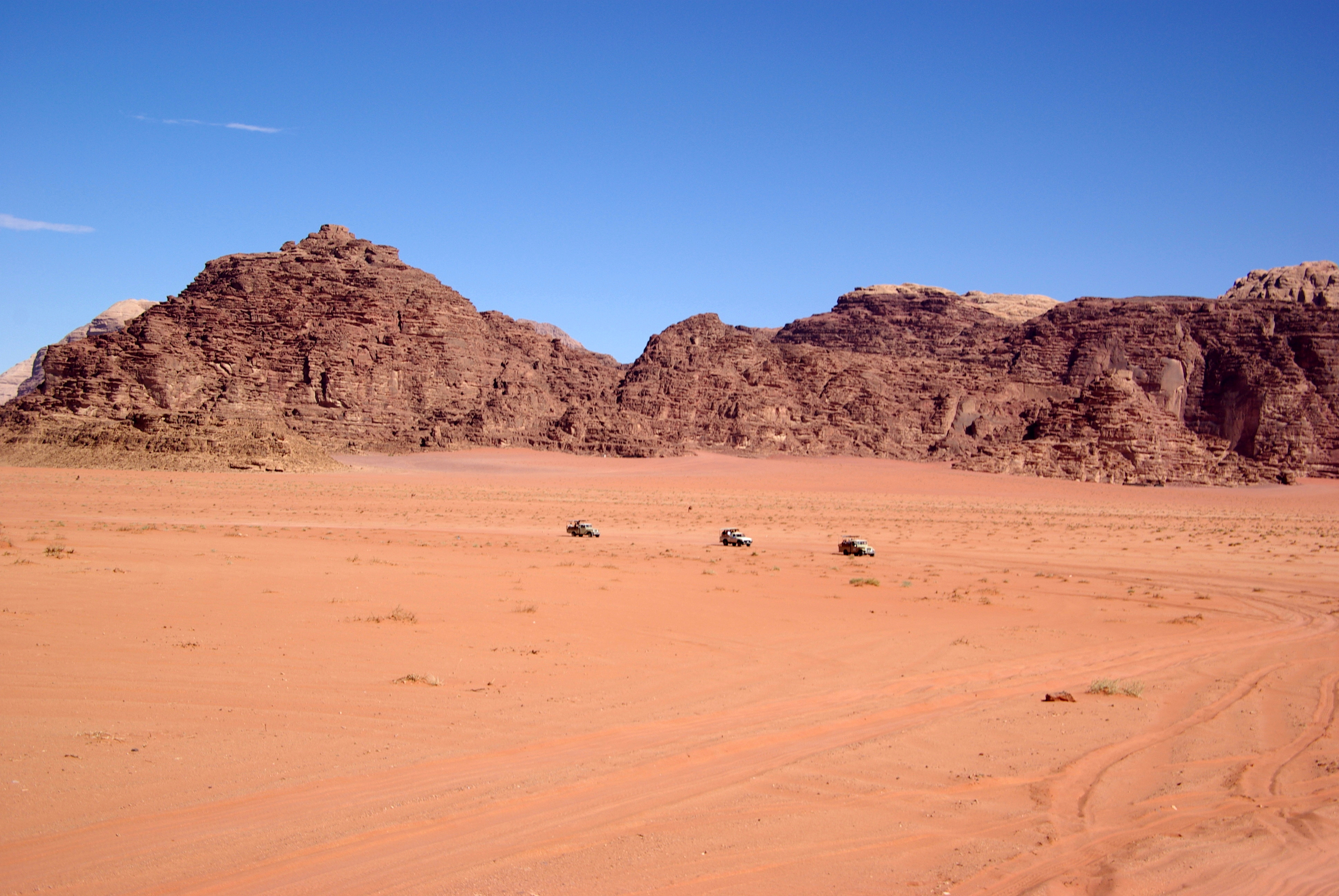
Im Wadi Rum in Jordanien wurden die Szenen gedreht, die auf Arrakis spielen

Die Dreharbeiten wurden am 18. März 2019 in den Origo Film Studios in der ungarischen Hauptstadt Budapest begonnen. Aufnahmen im Wadi Rum dienen Arrakis als Kulisse, die Halbinsel Stadlandet in Westnorwegen der Heimatwelt der Atreides, Caladan. Ende Juli 2019 wurden die Dreharbeiten beendet. Weitere Nachdrehs sollten Mitte August 2020 in Budapest erfolgen. Kameramann Greig Fraser filmte für das IMAX-Kino-System überwiegend mit einer Arri Alexa LF und teilweise mit einem Prototyp der Arri Alexa Mini LF. Es kamen die Objektive der Panavision H-Serie sowie das Panavision Ultra Vista zum Einsatz. Die digital gefilmten Bilder wurden anschließend auf 35-mm-Film belichtet und dann wieder eingescannt, um einen bestimmten Film-Look zu erzeugen. Als Special Effects Supervisor fungierte der deutsche Spezialeffektkünstler Gerd Nefzer. Villeneuve hatte mit ihm bereits bei Blade Runner 2049 (2017) zusammengearbeitet, für den Nefzer 2018 mit einem Oscar ausgezeichnet wurde.

### Filmmusik, Begleitbuch, Sound und Marketing

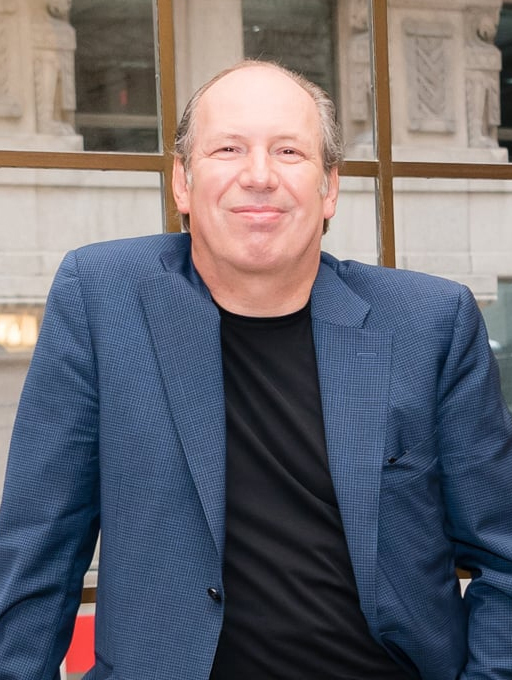
Hans Zimmer komponierte die Musik

Die Filmmusik wurde von Hans Zimmer komponiert. Im Gegensatz zu den Soundtracks anderer Filme besteht der von Dune nicht aus eingängigen, ausgeprägten Melodien oder herausragenden musikalischen Themen, vielmehr basiert die Musik hauptsächlich auf Klangmalereien, die vor allem die Bilder ergänzen und Stimmungen des Betrachters verstärken sollen.
Mit Paul’s Dream und Ripples in the Sand veröffentlichte WaterTower Music im Juli 2021 die ersten beiden Musikstücke des Soundtrack-Albums. Am 3. September 2021 veröffentlichte WaterTower Music The Dune Sketchbook (Music from the Soundtrack) als Download mit Auszügen aus der Filmmusik. Am 17. September 2021 folgte der Dune Original Motion Picture Soundtrack mit 22 Musikstücken sowie am 22. Oktober 2021 ein Album mit dem Titel The Art and Soul of Dune mit neun Musikstücken, das als Begleitung des zum Film veröffentlichten gleichnamigen Buches konzipiert wurde. Dieses wurde von Tanya Lapointe geschrieben.
Der Sound Designer Alan Meyerson, mit dem Villeneuve bereits für Blade Runner 2049 zusammenarbeitete, wurde für seine Arbeit im Rahmen der Cinema Audio Society Awards 2022 ausgezeichnet.
Ein erster Trailer wurde am 9. September 2020 veröffentlicht. Darin ist eine von Hans Zimmer stammende Cover-Version des Songs Eclipse der Band Pink Floyd vom Album The Dark Side of the Moon zu hören. Der Main-Trailer wurde im Juli 2021 vorgestellt.

### Veröffentlichung und Videospiele
Der Film sollte ursprünglich am 17. Dezember 2020 in die deutschen und am darauffolgenden Tag in die US-amerikanischen Kinos kommen. Im Zuge der Coronavirus-Pandemie wurde der Kinostart allerdings mehrmals verschoben.
Seine Weltpremiere feierte der Film am 3. September 2021 bei den Internationalen Filmfestspielen von Venedig. Wenig später, am 11. September 2021, wurde er beim Toronto International Film Festival vorgestellt. In Deutschland, Österreich und der deutschsprachigen Schweiz lief der Film am 16. September 2021 an, wobei er in der französischsprachigen Romandie und im Kanton Tessin ebenso wie in Frankreich bereits einen Tag früher am 15. September startete. Am 7. und 8. Oktober 2021 wurde der Film auf dem New York Film Festival gezeigt. Der Kinostart in China erfolgte wie in den USA am 22. Oktober 2021. Am Tag zuvor fanden Vorpremieren statt und der Film wurde ohne Aufpreis auf HBO Max verfügbar gemacht, dabei hätte ursprünglich HBO Max den Film erst ab dem offiziellen Premierentag anbieten sollen. Wegen dieser Entscheidung (Dune mit dem Kinostart gleichzeitig per Video-on-Demand verfügbar zu machen), die AT&T als Eigner von WarnerMedia traf, schrieb Dune-Regisseur Denis Villeneuve einen offenen Brief. Darin bemängelte er die Entscheidung, da diese in seinen Augen die Zukunft des Kinos gefährde und nur dazu diene dem „Telekommunikations-Mammut beim Überleben zu helfen“.
Am 26. Februar 2019 kündigte der norwegische Computerspielehersteller Funcom an, zusammen mit Legendary Entertainment Videospiele auf Basis des kommenden Dune-Films zu entwickeln.
Das US-amerikanische Softwareunternehmen Epic Games veröffentlichte am 20. Oktober 2021 ein Crossover Event in dem Koop-Survival-Shooter Fortnite, bei welchem einige Charaktere sowie bedeutende Gegenstände von Dune in das Videospiel eingebaut wurden.

### Fortsetzungen und Prequelserie
Ende Oktober 2021 wurde das Sequel Dune: Part Two bestätigt. Bei den Internationalen Filmfestspielen von Venedig 2021 machte Regisseur Denis Villeneuve deutlich, dass er eine Dune-Trilogie plant. Die ersten beiden Spielfilme sollen sich dabei auf den Roman Dune – Der Wüstenplanet und der dritte Teil auf Dune Messiah – Der Herr des Wüstenplaneten von Frank Herbert beziehen.
2024 lief die Prequel-Serie Dune: Prophecy an.

## Rezeption

### Altersfreigabe
In den USA wurde der Film von der MPAA als PG-13 eingestuft. In Deutschland wurde er von der FSK ab 12 Jahren freigegeben, in Begleitung der Eltern ist er jedoch bereits ab 6 Jahren erlaubt. In der Freigabebegründung heißt es, der junge Adelsspross eigne sich als Identifikationsfigur für junge Zuschauer, die zahlreichen intensiven Kampf- und Kriegsszenen könnten Kinder unter 12 Jahren jedoch emotional überfordern und ängstigen. Da die Inszenierung auf drastische Darstellungen verzichte und zudem viele der Szenen visuell überhöht wirkten, seien bereits 12-Jährige in der Lage, sie in den Kontext einzubetten und sich ausreichend zu distanzieren.

### Kritiken
Von den bei Rotten Tomatoes aufgeführten 492 Kritiken sind 83 Prozent positiv bei einer durchschnittlichen Bewertung von 7,6 der möglichen 10 Punkte. Auf Metacritic erhielt der Film einen Metascore von 74 von 100 möglichen Punkten, basierend auf 67 Kritiken. Aus den 22. Annual Golden Tomato Awards ging Dune als Zweitplatzierter in der Kategorie Sci-Fi & Fantasy Movies der Filme des Jahres 2021 hervor.
David Rooney von The Hollywood Reporter schreibt, der Film schaffe es nicht, Frank Herberts kompliziertes Worldbuilding in eine befriedigend verdauliche Form zu bringen. Die Geschichte und die komplexe Gesellschaftsstruktur, die für die Vision des Autors integral sind, würden zu einer Unschärfe verdichtet, die die Mythologie verkrampft. Die Schichten politischer, religiöser, ökologischer und technologischer Allegorien, die dem Roman so einen erhabenen Status verleihen, würden im Drehbuch von Jon Spaihts, Denis Villeneuve und Eric Roth zu einem unbeteiligten Handelskrieg vermengt. Teils Heldenreise, teils Überlebensgeschichte, liefere der Film den Zuschauern jedoch Details aus dem Universum, die Fans von Herberts Werk begeistern, aber auch die meisten anderen in den Bann ziehen könnten. Besonders hebt Rooney das Szenenbild von Patrice Vermette hervor, so die Zen-Eleganz des aristokratischen Atreides-Haushalts auf ihrem wunderschönen ozeanischen Heimatplaneten Caladan und der Arrakis-Hochburg Arrakeen mit altägyptischen und aztekischen Einflüssen, aber auch die Kostüme von Jacqueline West und Robert Morgan, so die hauchdünnen Gewänder der Frauen, die im Wüstenwind wehen, und die praktischen „Stillsuits“, die von den Fremen für das Überleben in der Wüste entwickelt wurden und mit einem Wasserrecycling-System ausgestattet sind.
Dietmar Dath schreibt in der Frankfurter Allgemeinen Zeitung, der Film sei ein feierliches und stürmisches Liebesgedicht an Arrakis mit dem silbernen Himmel, der goldenen Wüste und den leuchtenden Felsen, die Herbert sich ausgedacht hat. Diese Schönheiten seien die Erscheinungsebene, aber darunter liege, wie im Buch, etwas, das man im Kassenkino und im Bestsellerbuchhandel eigentlich nicht vermute, was er als „ökologische Moral“ beschreibt. Der thematischen Schwere dieses Themas gehorsam, baue Villeneuve seinen Film aus Bildergebirgen, Hans-Zimmer-Getöse, gewaltigen Fabrikraupen, prächtigen Ornithoptern, flatternder Flucht, funkensprühenden Zweikämpfen, uralten Prophezeiungen und Trugspiegelungen. Der Film liebe seine Quelle so sehr, dass er sogar ihre einzige Schwäche teilt, so Dath, und nennt dessen Humorlosigkeit. Timothée Chalamet in der Rolle des jungen Paul Atreides nehme man Dinge wie sein Zögern in jeder Szene ab, Rebecca Ferguson verleihe seiner Mutter Lady Jessica atemberaubend gläserne Härte, und Oscar Isaac sei als Herzog Leto reif fürs Shakespeare-Königsdrama.
David Jenkins von der Filmzeitschrift Little White Lies bemerkt in seiner Kritik, während sich diese großartige Geschichte von kriegerischen Familien und intergalaktischen Handelsfehden abspielt, nehme sich Villeneuve Zeit, um die Interpretierbarkeit von Dune in Bezug auf sein allegorisches Potenzial zu betonen: „Für jeden Zuschauer, der ihn als Film über die Sinnlosigkeit des Krieges und die Schäden, die er auf allen Seiten anrichtet, liest, werden andere eine behutsame Demontage des Kapitalismus und eine Kritik seiner Ausbeutung erleben.“ Der Film bietet auch eine erfrischend ambivalente Haltung gegenüber der Kolonialherrschaft, so Jenkins.
Wolfgang M. Schmitt sieht in der Neuen Zürcher Zeitung einen zeithistorischen Bezug des Films zur Außenpolitik der westlichen Welt, insbesondere in Anbetracht des Abzuges der USA und ihrer Verbündeten aus Afghanistan. Für ihn sind „die Zeiten, in denen Filmhelden im Dienste des Imperialismus und manchmal auch der Menschenrechte als raumfremde Mächte ferne Länder erobert oder missioniert haben, […] seit einigen Jahren vorüber.“ Paul und Chani seien hierbei Vorreiter eines Universalismus, der sowohl dem patriotischen amerikanischen Kino nach 9/11 sowie der global orientierten chinesischen Staatsphilosophie des Zhao Tingyang entgegenstehe. Schmitt erkennt in der den Fremen oktroyierten Ideologie zudem eine Anspielung auf den Marxschen Religionsbegriff und stellt die Frage in den Raum: „Denn wie wird das von falschem Bewusstsein geprägte Wüstenvolk sich selbst emanzipieren können, wenn gerade die ihm oktroyierte Ideologie ebendies verhindern soll?“

### Einspielergebnis
Den Produktionskosten in Höhe von 165 Millionen US-Dollar stehen weltweite Einnahmen aus Kinovorführungen in Höhe von 407,6 Millionen US-Dollar gegenüber. Davon entfielen 41 Millionen US-Dollar auf das Startwochenende, trotz der Veröffentlichung einen Tag zuvor als Video-on-Demand. In Bezug auf das parallele Veröffentlichungsmodell war Dune der zweiterfolgreichste Film nach Godzilla vs. Kong. In Deutschland verzeichnete der Film 1.873.276 Besucher und stand mehrere Wochen lang an der Spitze der Kinocharts. Auch in anderen Ländern rangierte der Film, teils über mehrere Wochen hinweg, auf Platz 1, so in den USA, in Frankreich, im Vereinigten Königreich und in Österreich.

### Auszeichnungen (Auswahl)

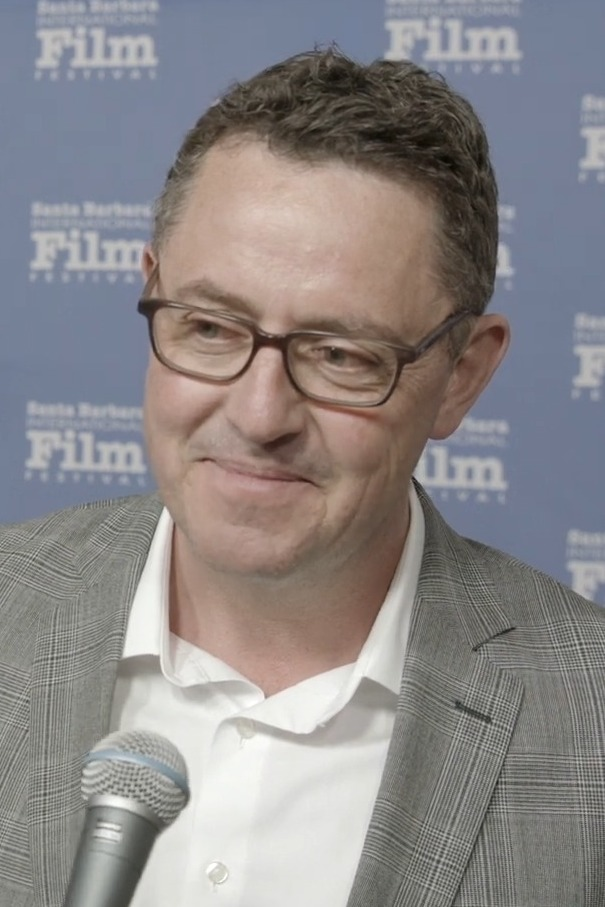
Kameramann Greig Fraser beim Santa Barbara International Film Festival im März 2022

Vom American Film Institute wurde Dune in die Top Ten der Filme des Jahres 2021 aufgenommen. Im Folgenden weitere Auszeichnungen und Nominierungen.
American Society of Cinematographers Awards 2022

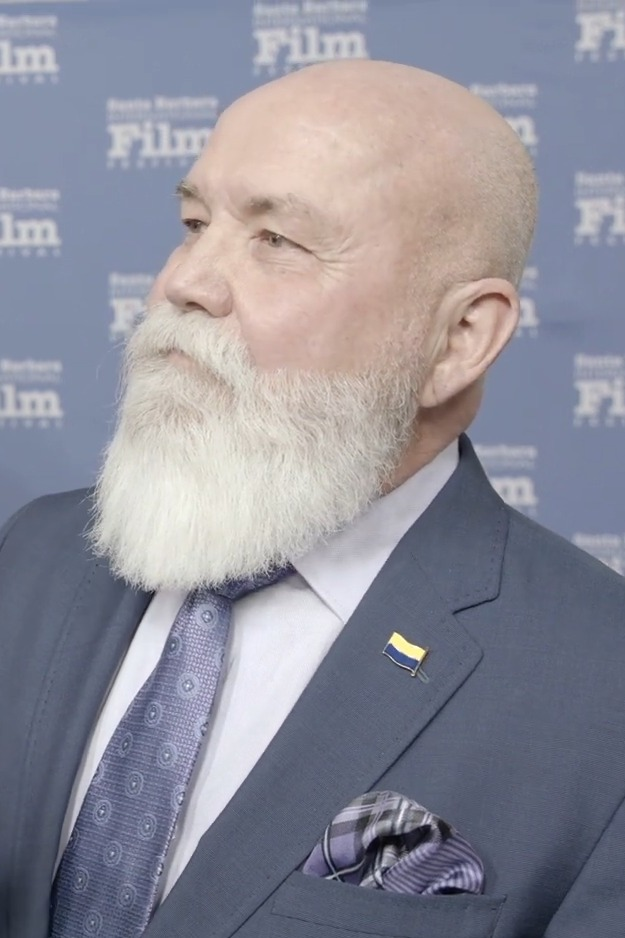
Kostümdesigner Bob Morgan

- Auszeichnung für die Beste Kamera – Kinofilm (Greig Fraser)[75]

British Academy Film Awards 2022
- Auszeichnung für die Beste Filmmusik (Hans Zimmer)
- Auszeichnung für die Beste Kamera (Greig Fraser)
- Auszeichnung für das Beste Szenenbild (Patrice Vermette und Zsuzsanna Sipos)
- Auszeichnung für die Besten visuellen Effekte (Brian Connor, Paul Lambert, Tristan Myles und Gerd Nefzer)
- Auszeichnung für den Besten Ton (Mac Ruth, Mark Mangini, Doug Hemphill, Theo Green und Ron Bartlett)
- Nominierung als Bester Film
- Nominierung für das Beste adaptierte Drehbuch (Denis Villeneuve)
- Nominierung für das Beste Casting (Francine Maisler)
- Nominierung für den Besten Schnitt (Joe Walker)
- Nominierung für das Beste Kostümdesign (Robert Morgan und Jacqueline West)
- Nominierung für das Beste Make-up und die besten Frisuren (Love Larson und Donald Mowat)

Camerimage 2021
- Auszeichnung mit dem Bronzenen Frosch für die Beste Kamera (Greig Fraser)[76]

Chicago Film Critics Association Awards 2021
- Auszeichnung für die Besten visuellen Effekte[77]

Critics’ Choice Movie Awards 2022
- Auszeichnung für das Beste Szenenbild (Patrice Vermette und Zsuzsanna Sipos)
- Auszeichnung für die Besten visuellen Effekte
- Auszeichnung für die Beste Filmmusik (Hans Zimmer)
- Nominierung als Bester Film
- Nominierung für die Beste Regie (Denis Villeneuve)
- Nominierung für das Beste adaptierte Drehbuch (Jon Spaihts, Denis Villeneuve und Eric Roth)
- Nominierung für die Beste Kamera (Greig Fraser)
- Nominierung für den Besten Schnitt (Joe Walker)
- Nominierung für die Besten Kostüme (Jacqueline West und Robert Morgan)
- Nominierung für das Beste Make-up und besten Frisuren

Directors Guild of America Awards 2022
- Nominierung für die Beste Regie – Spielfilm (Denis Villeneuve)[78]

Golden Globe Awards 2022
- Auszeichnung für die Beste Filmmusik (Hans Zimmer)
- Nominierung als Bester Film
- Nominierung für die Beste Regie (Denis Villeneuve)

Golden Reel Awards 2022
- Nominierung in der Kategorie Achievement in Sound Editing – Feature Dialogue / ADR
- Nominierung in der Kategorie Achievement in Sound Editing – Feature Effects / Foley
- Nominierung in der Kategorie Achievement in Sound Editing – Feature Music[79]

Grammy Awards 2022
- Nominierung als Best Score Soundtrack for Visual Media (Hans Zimmer)[80]

London Critics’ Circle Film Awards 2021
- Auszeichnung für die Beste technische Leistung (Paul Lambert, Tristan Myles, Brian Connor und Gerd Nefzer)[81][82]
- Nominierung als Bester Film
- Nominierung für die Beste Regie (Denis Villeneuve)

National Board of Review Awards 2021
- Aufnahme in die Top-Ten-Filme[83]

Oscarverleihung 2022
- Auszeichnung für die Beste Filmmusik (Hans Zimmer)
- Auszeichnung für die Beste Kamera (Greig Fraser)
- Auszeichnung für den Besten Schnitt (Joe Walker)
- Auszeichnung für den Besten Ton (Mac Ruth, Mark Mangini, Theo Green, Doug Hemphill und Ron Bartlett)
- Auszeichnung für die Besten visuellen Effekte (Paul Lambert, Tristen Myles, Brian Connor und Gerd Nefzer)
- Auszeichnung für das Beste Szenenbild (Patrice Vermette und Zsuzsanna Sipos)
- Nominierung als Bester Film (Mary Parent, Denis Villeneuve und Cale Boyter)
- Nominierung für das Beste adaptierte Drehbuch (Jon Spaihts, Denis Villeneuve und Eric Roth)
- Nominierung für das Beste Kostümdesign (Jacqueline West und Bob Morgan)
- Nominierung für das Beste Make-up und die besten Frisuren (Donald Mowat, Love Larson und Eva von Bahr)

People’s Choice Awards 2021
- Nominierung als Movie of the Year
- Nominierung als Filmdrama des Jahres
- Nominierung als Drama Movie Star of the Year (Jason Momoa)
- Nominierung als Drama Movie Star of the Year (Timothée Chalamet)[84]

Producers Guild of America Awards 2022
- Nominierung als Bester Kinofilm (Mary Parent, Cale Boyter und Denis Villeneuve)[85]

Satellite Awards 2021
- Auszeichnung für die Beste Kamera (Greig Fraser)
- Auszeichnung für den Besten Filmschnitt (Joe Walker)
- Auszeichnung für die Beste Filmmusik (Hans Zimmer)
- Auszeichnung für die Besten Visuellen Effekte (Paul Lambert, Tristan Myles, Brian Connor und Gerd Nefzer)[86]
- Nominierung als Bester Film
- Nominierung für die Beste Regie (Denis Villeneuve)
- Nominierung für das Beste adaptierte Drehbuch (Denis Villeneuve, Eric Roth und Jon Spaihts)
- Nominierung für das Beste Szenenbild (Patrice Vermette, Richard Roberts und Zsuzsanna Sipos)
- Nominierung für das Beste Kostümdesign (Jacqueline West)
- Nominierung für den Besten Tonschnitt (Mac Ruth, Mark A. Mangini, Theo Green, Doug Hemphill und Ron Bartlett)

Saturn-Award-Verleihung 2022
- Auszeichnung für das Beste Make-Up (Donald Mowat, Love Larson und Eva von Bahr)
- Nominierung als Bester Science-Fiction-Film
- Nominierung als Bester Hauptdarsteller (Timothée Chalamet)
- Nominierung für die Beste Ausstattung (Patrice Vermette)
- Nominierung für das Beste Kostüm (Jacqueline West)

Screen Actors Guild Awards 2022
- Nominierung als Bestes Stuntensemble

Toronto International Film Festival 2021
- Auszeichnung mit dem Ebert Director Award (Denis Villeneuve)[87]

USC Scripter Awards 2022
- Nominierung für das Beste Filmdrehbuch (Eric Roth, Jon Spaihts und Denis Villeneuve)[88]

VES Awards 2022
- Auszeichnung für die Besten visuellen Effekte in einem Realfilm (Paul Lambert, Brice Parker, Tristan Myles, Brian Connor und Gerd Nefzer)
- Auszeichnung in der Kategorie Model in a Photoreal or Animated Project (Royal Ornithopter)
- Auszeichnung für die Beste Simulation von Effekten in einem Realfilm (Dunes of Arrakis)
- Auszeichnung für die Beste Lichtmischung und Beleuchtung in einem Film (Attack on Arrakeen)
- Nominierung für die Beste Lichtmischung und Beleuchtung in einem Film (Hologram & Hunter Seeker)
- Nominierung in der Kategorie Created Environment in a Photoreal Feature (Arrakeen City)[89][90]

Writers Guild of America Awards 2022
- Nominierung für das Beste adaptierte Drehbuch (Jon Spaihts, Denis Villeneuve und Eric Roth)[91]